# Glasgow City Football Club
El Glasgow City Football Club és un club femení de futbol de Glasgow que juga a SWPL 1, la divisió més alta del futbol femení a Escòcia. El club ha competit a l'antiga UEFA Women's Cup ia la Lliga de Campions Femenina de la UEFA, i és el club que més títols ha guanyat de la Premier League escocesa femenina i la Copa escocesa des del 2000.

## Jugadores destacades
- Katharina Lindner